# Stift Finn
Das Stift Finn war ein Fräuleinstift bzw. Mädchenpensionat in Estland.

## Geschichte
Gegründet als Evangelisch-weltliches adeliges Fräuleinstift Johann Diedrichstein zu Finn in der Nähe von Wesenberg in Estland, war das Stift zunächst für adelige, bedürftige junge Damen bestimmt. Johann Diedrich Edler von Rennenkampff und seine Ehefrau Jakobine Charlotte, die kinderlos geblieben waren, hatten dies testamentarisch so bestimmt. Die nach dem Tod des Stifters eingerichtete Institution wurde 1806 zur Schul- und Erziehungsanstalt umgewandelt.
In der Satzung des Fräuleinstifts aus dem Gründungsjahr 1784 wurden die Ziele der Einrichtung genannt:
„Die Absicht dieser auf ewige Zeiten fundirten Stiftung ist zweyfach; erstlich jungen und unverheiratheten Frauenzimmern adelichen Standes, sie moegen Waysen seyn oder Aeltern haben, deren eigenes Vermoegen zu einer ihrem Stande gemaessen Erziehung und Lebensart nicht hinreicht, eine solche Erziehung und Lebensart unentgeltlich in dieser Stiftung zu verschaffen; zweytens, ueberhaupt einem jeden unverheiratheten Frauenzimmer adelichen Standes, welches die Vortheile und Bequemlichkeiten einer solchen Stiftung und eines nicht geraeuschigen Lebens zu geniessen wuenscht, diese Vortheile gegen eine maessige, an das Stift zu zahlende Summe zu gewaehren.“
1915 brannte das Gutshaus, das seit dem 18. Jahrhundert als Pensionat genutzt worden war, nieder, und die Einrichtung musste geschlossen werden. Nach dem Wiederaufbau wurde sie als Wirtschaftliche Frauenschule Stift Finn im Jahr 1922 wieder eröffnet. Ab 1926 gehörte die Schule dem Reifensteiner Verband an. Nachdem sie 1936 von der estnischen Regierung anerkannt worden war, musste sie aus diesem Verband wieder austreten und durfte nur noch in Estland ausgebildete Lehrerinnen beschäftigen. 1938 wurde das Damenstift Fellin nach Finn verlegt, weshalb ein Flügel des Stiftes Finn für diese Bewohnerinnen ausgebaut wurde. Auch eine Oberschule mit Internat zog 1938 ins Stift Finn ein. Nach der Umsiedlung der deutschen Volksgruppe in den Warthegau wurde die Einrichtung im Herbst 1939 geschlossen.

## Bekannte Schülerinnen
- Josi von Koskull (1898–1996), Schriftstellerin und Übersetzerin[5]
- Lilla Rehbinder (1847–1918), Erzieherin[6]